# Zdeněk Plecitý
Zdeněk Plecitý (* 18. srpna 1963) je český politik a manažer, od roku 2020 zastupitel Ústeckého kraje, v letech 2010 až 2018 starosta obce Sulejovice na Litoměřicku, člen hnutí ANO 2011.

## Život
Celý život se věnuje masnému průmyslu. Začínal jako řezník, v posledních letech se uvádí jako jednatel společnosti / ředitel společnosti / vedoucí závodu, který má skoro 200 zaměstnanců.
Zdeněk Plecitý žije v obci Sulejovice na Litoměřicku.

## Politické působení
V komunálních volbách v roce 2002 byl zvolen jako nezávislý za uskupení „Sdružení nezávislých kandidátů“ zastupitelem obce Sulejovice. Ve volbách v roce 2006 mandát obhájil, opět jako nezávislý za uskupení „Sdružení nezávislých kandidátů“. Stejně tak ve volbách v roce 2010, kdy byl lídrem kandidátky. Dne 8. listopadu 2010 se navíc stal starostou obce. V průběhu volebního období 2010 až 2014 se stal členem hnutí ANO 2011. Ve volbách v roce 2014 pak post zastupitele obce obhájil jako člen a lídr kandidátky hnutí ANO 2011. Dne 5. listopadu 2014 byl po druhé zvolen starostou obce. Ve volbách v roce 2018 již nekandidoval a dne 20. listopadu 2018 post starosty opustil.
V krajských volbách v roce 2016 kandidoval jako člen hnutí ANO 2011 do Zastupitelstva Ústeckého kraje, ale neuspěl, skončil jako druhý náhradník. Krajským zastupitelem se tak stal až ve volbách v roce 2020. Již od roku 2016 působí v Komisi / Výboru pro zemědělství a venkov – nejprve jako člen, později jako její předseda.
Ve volbách do Poslanecké sněmovny PČR v roce 2017 kandidoval za hnutí ANO 2011 v Ústeckém kraji, ale neuspěl, stal se prvním náhradníkem. Když se v listopadu 2020 stal jeho stranický kolega Jan Schiller hejtmanem Ústeckého kraje, rozhodl se ke konci roku 2020 složit poslanecký mandát. Tím pádem se měl Plecitý stát novým poslancem. Na základě stranických dohod se však novou poslankyní stala až čtvrtá náhradnice Jaroslava Puntová.
V krajských volbách v roce 2024 obhájil jako člen hnutí ANO mandát zastupitele Ústeckého kraje.